# Propil-gallát
A propil-gallát (más néven E310 vagy 3,4,5-trihidroxibenzoát) a galluszsav és a propanol reakciójából keletkező észter. Az élelmiszeriparban olajok, zsírok avasodásásának meggátolásaként, valamint antioxidánsként használják. Az élelmiszerekben felhasználható mennyiségét szigorúan korlátozzák, mert a szervezetben galluszsavvá bomlik, mely ekcémát, gyomorbántalmakat és hiperaktivitást okozhat. Napi maximum beviteli mennyiség 1,4 mg/testsúlykg.
Kozmetikumokban széles körben alkalmazzák.